# Kokcydia
Kokcydia (Coccidia), ziarniaki – podgromada protistów zaliczanych do apikompleksów. Są pasożytami krwinek lub komórek nabłonka przewodu pokarmowego zwierząt (głównie ssaków i ptaków). Niektóre z nich (gatunki z rodzaju Eimeria) wywołują kokcydiozy zwierząt gospodarczych.
Cały cykl życiowy przechodzą u jednego żywiciela. Zarażenie następuje drogą pokarmową (połknięcie cysty).